# FAKIN' POP
FAKIN' POP（中譯：流行堅端）是日本男歌手平井堅的第七張原創專輯，日本地區於2008年3月12日發行。發行首周取得Oricon日本公信榜第二名成績，總銷量超過34萬張，獲得日本唱片協會雙白金唱片公認。

## 解説
- 距離上一張原創專輯『SENTIMENTALovers』長達三年多時間的第七張原創專輯。
- 収録了上一張原創專輯『SENTIMENTALovers』後發行的所有單曲「POP STAR」、「バイマイメロディー」、「哀歌 (ELEGY)|哀歌 (エレジー)」、「君の好きなとこ」、「fake star」、「キャンバス／君はス・テ・キ❤️」，以及c/w曲「美しい人」。
- 收錄7張單曲、8首A面曲為平井堅收錄最多實體單曲的原創專輯。
- 「いつか離れる日が来ても」在專輯發行一個月後作為Re-cut單曲發行。
- 除了「Twenty! Twenty! Twenty!」及「UPSET」，其餘11首歌曲皆由平井堅創作。
- 全專輯13首歌曲中高達12首有商業搭配。
- 專輯發行後，以本專輯為主題的演唱會「Ken Hirai Live Tour 2008 "FAKIN' POP"」於全國巡迴演出。

## 単曲銷量
- POP STAR：ORICON最高第1名。銷量約24.4萬張
- バイマイメロディー：ORICON最高第2名。銷量約8.1萬張
- 哀歌 (エレジー)：ORICON最高第5名。銷量約11.8萬張
- 君の好きなとこ：ORICON最高第5名。銷量約10.3萬張
- fake star：ORICON最高第6名。銷量約3.2萬張
- キャンバス／君はス・テ・キ❤️：ORICON最高第6名。銷量約4萬張
- いつか離れる日が来ても：ORICON最高第19名。銷量約1.9萬張

## 収録曲
1. POP STAR
  - 作詞・作曲：平井堅／編曲：亀田誠治
  - 富士電視台連續劇「危險傻大姊」主題歌
2. 君はス・テ・キ♥
  - 作詞・作曲：平井堅／編曲：AKIRA
  - 立頓「Limone」電視廣告曲※本人出演
3. 君の好きなとこ
  - 作詞・作曲：平井堅／編曲：亀田誠治
  - 日本電視台連續劇「演歌女王」主題歌
4. キャンバス
  - 作詞・作曲：平井堅／編曲：富田恵一
  - 富士電視台連戲劇「蜂蜜幸運草」主題歌
5. Pain
  - 作詞：平井堅／作曲：平井堅、鈴木大／編曲：亀田誠治
  - 唯一沒有商業搭配的歌曲
6. fake star
  - 作詞・作曲：平井堅／編曲：URU
  - 明治製菓「Fran Aromatier」電視廣告曲
7. UPSET
  - 作詞：平井堅／作曲・編曲：田中直
  - LG「FOMA L705iX」電視廣告曲※本人出演
8. 美しい人
  - 作詞・作曲：平井堅／編曲：中西康晴
  - 資生堂「ELIXIR SUPERIEUR」電視廣告曲
9. 哀歌 (エレジー)
  - 作詞・作曲：平井堅／編曲：亀田誠治
  - 電影「愛的流刑地」主題歌
10. Twenty! Twenty! Twenty!
  - 作詞・作曲・編曲：KAN
  - J-WAVE開台20周年記念曲
11. バイマイメロディー
  - 作詞・作曲：平井堅／編曲：本間昭光
  - au by KDDI LISMO MUSIC STORE電視廣告曲
12. いつか離れる日が来ても
  - 作詞・作曲：平井堅／編曲：武部聡志
  - 電影「記住那片天空」主題歌
  - 登上第59屆紅白歌唱大賽演唱的歌曲
13. 寫真
  - 作詞・作曲：平井堅／編曲：松浦晃久
  - 平井堅追憶亡父的歌曲
  - JRA日本競馬協會形象歌曲